# Leichte Sprache

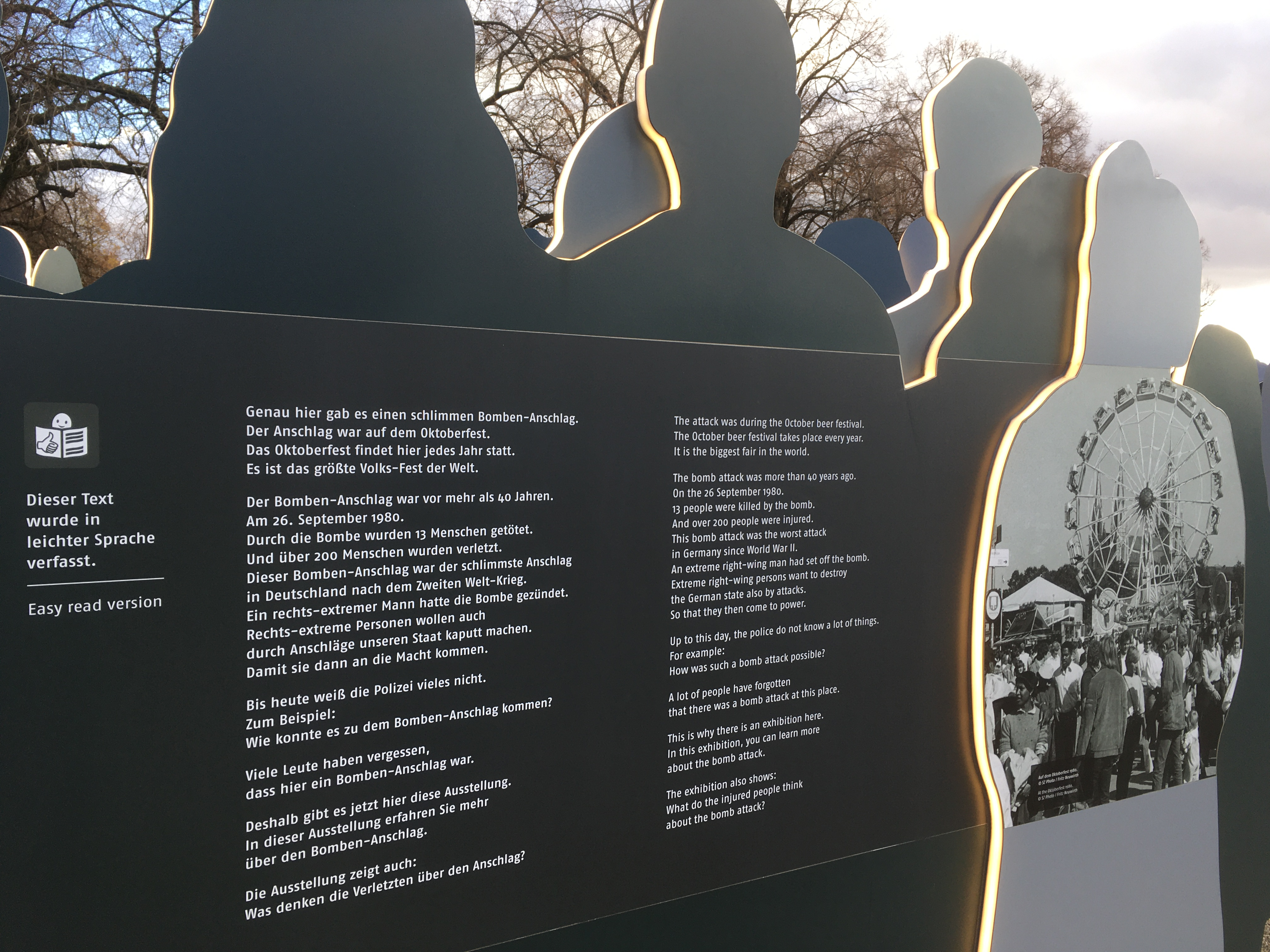
Freiluft-Ausstellung zum Oktoberfestattentat, Text in Leichter Sprache, München, Theresienwiese

Leichte Sprache ist eine speziell geregelte, sprachlich und inhaltlich vereinfachte Sprache. Die sprachliche Ausdrucksweise zielt dabei auf die besonders leichte Verständlichkeit. Die Leichte Sprache soll Menschen, die aus unterschiedlichen Gründen über eine geringe Kompetenz in der deutschen Sprache verfügen, das Verstehen von Texten erleichtern. Sie dient damit auch der Barrierefreiheit. Die DIN SPEC 33429 gibt Empfehlungen für deutsche leichte Sprache.
Ein ähnliches Konzept verfolgt die weniger strikt geregelte und näher an der Standardsprache liegende Einfache Sprache, zu deren Zielgruppe neben Personen mit geistigen Behinderungen auch Personen zählen, deren Erstsprache nicht Deutsch ist.

## Regelwerk
Es gab unterschiedliche Regelwerke für leichte Sprache, zum Beispiel vom Verein Netzwerk Leichte Sprache e. V., von der Deutschen Gesellschaft für Leichte Sprache und der Forschungsstelle Leichte Sprache der Stiftung Universität Hildesheim. Im März 2025 wurde die DIN SPEC 33429 veröffentlicht. Diese ging aus dem Projekt zur Zusammenstellung von Empfehlungen zu deutscher leichter Sprache im Rahmen einer vom Bundesministerium für Arbeit und Soziales geförderten Initiative hervor. Soweit möglich wurden alle am Erstellungsprozess von Leichte-Sprache-Texten beteiligten interessierten Kreise eingebunden, einschließlich Vertretern aus der Gruppe von Menschen mit Lernschwierigkeiten.
Die DIN SPEC 33429 umfasst neben Sprachnormen auch Rechtschreibregeln sowie Empfehlungen zur visuellen Gestaltung und zur Auswahl des Medienformats. Sie befasst sich auch mit dem Prozess der Erstellung von Texten und Inhalten in leichter Sprache sowie zur Qualifikation der Prozessbeteiligten.

### Sprachregeln
- Es werden kurze Sätze verwendet.
- Jeder Satz enthält nur eine Aussage.
- Es werden nur Aktivsätze verwendet.
- Sätze bestehen aus den Gliedern Subjekt-Verb-Objekt, z. B. Das Kind streichelt den Hund.
- Der Konjunktiv wird vermieden.
- Zeitformen, die mündlich verwendet werden, sollten bevorzugt werden, d. h. Präsens und Perfekt, z. B. Anna isst Pizza, Anna hat Pizza gegessen.
- Genitive können mit „von“ umschrieben werden, z. B. Das Haus des Lehrers durch Das Haus von dem Lehrer oder Das Haus vom Lehrer.
- Regelwidrig sind auch Synonyme und Sonderzeichen.
- Verneinungen werden, wenn möglich, positiv umformuliert, z. B. Das kostet nichts. zu Das ist umsonst.
- Präzise Mengenangaben sollen durch „viel“ oder „wenig“, Jahreszahlen (wie „Bismarck wurde 1871 zum Reichskanzler ernannt“) durch „vor langer Zeit“ o. ä. ersetzt werden.[5]
- Leichte Sprache ist nicht Kindersprache, speziell werden die Anreden „Du“ und „Sie“ wie in der Standardsprache verwendet.

### Rechtschreibregeln
- Bei Zusammensetzungen wird durch Bindestriche oder Halbhochpunkte (in diesem Zusammenhang auch als Mediopunkte bezeichnet)[6][7] verdeutlicht, aus welchen Wörtern die Zusammensetzungen bestehen, z. B. Welt-All, Bundes-Tag oder Welt·all, Bundes·tag.

### Regeln zum Textinhalt
- Abstrakte Begriffe werden vermieden; wo sie notwendig sind, werden sie durch anschauliche Beispiele oder Vergleiche erklärt.
- Bildhafte Sprache (z. B. Rabeneltern) wird vermieden.
- Wenn Fremdwörter oder Fachwörter vorkommen, werden sie erklärt.
- Abkürzungen werden beim ersten Vorkommen durch die ausgeschriebene Form erklärt.

### Empfehlungen zu Typografie und Mediengebrauch
- Wörter werden nicht in durchgehenden Großbuchstaben geschrieben.
- Kursivschrift wird nicht verwendet.
- Texte werden übersichtlich gestaltet, z. B. steht jeder Satz in einer eigenen Zeile.
- Texte stehen durchgehend linksbündig im Flattersatz.
- Es werden Aufzählungspunkte verwendet.
- Bild und Text fließen nicht ineinander.
- Bilder helfen, einen Text besser zu verstehen.
- Bei Präsentationen wird mehr Lesezeit pro Folie eingeplant.

## Praktische Anwendung
Leichte Sprache soll die Informationssicherheit und damit die Autonomie von erwachsenen Menschen verbessern, die aus unterschiedlichen Gründen, vorübergehend oder dauerhaft, Probleme mit einem komplexen Satzbau haben und Fremdwörter nicht verstehen.
Bei der Übertragung von Texten aus Standardsprache in Leichte Sprache werden die Originaltexte gemäß den Regeln für Leichte Sprache umformuliert. Um sicherzustellen, dass die Texte von der Zielgruppe sinngemäß verstanden werden, werden sie oft von sogenannten Prüfern oder Prüflesern durchgesehen. Die sich daraus ergebenden Rückmeldungen werden gesichtet und bei der Abfassung des endgültigen Textes berücksichtigt. Die Übertragung in die Leichte Sprache kann sehr zeitaufwendig sein; eine Schwierigkeit besteht darin, dass die Übersetzung mehrdeutiger Wörter von der im Text gemeinten Bedeutung ausgehen muss.
Amtliche Mitteilungen sollen zur Barrierefreiheit ergänzend die Leichte Sprache verwenden. Einige Behörden, beispielsweise der Deutsche Bundestag, verwenden auf ihrer Webseite neben der normalen Alltagssprache auch die Leichte Sprache.
Das Wirtschaftsmagazin brand eins übersetzt seit August 2016 jeden Monat einen komplizierten Text in Leichte Sprache; unter anderem Reden von Politikern, Gesetzestexte und Anlegerinformationen.
An den Münchner Kammerspielen hatte am 18. Februar 2023 eine von Anne Leichtfuß in Leichte Sprache übersetzte Fassung des Dramas Antigone von Sophokles Premiere. Die 80-minütige Aufführung ohne Pause mit sechs Schauspielern in der Regie von Nele Jahnke bekam sehr positive Besprechungen für das gelungene Experiment.

## Gesetzliche Grundlage in Deutschland
In Deutschland sind Träger öffentlicher Gewalt nach § 11 Behindertengleichstellungsgesetz (BGG) verpflichtet, „Informationen vermehrt in Leichter Sprache bereit[zu]stellen. Die Bundesregierung wirkt darauf hin, dass Träger öffentlicher Gewalt die Leichte Sprache stärker einsetzen und ihre Kompetenzen für das Verfassen von Texten in Leichter Sprache auf- und ausgebaut werden.“ Die genaue Umsetzung ist in der Barrierefreie-Informationstechnik-Verordnung (BITV 2.0) geregelt. Sie sieht in § 4 vor, dass neben Erläuterungen in Deutscher Gebärdensprache auch folgende Inhalte in Leichter Sprache von öffentlichen Stellen auf den Startseiten ihrer Websites zu veröffentlichen sind: Informationen zu den wesentlichen Inhalten, Hinweise zur Navigation, eine Erläuterung der wesentlichen Inhalte der Erklärung zur Barrierefreiheit sowie Hinweise auf weitere in diesem Auftritt vorhandene Informationen in Deutscher Gebärdensprache und in Leichter Sprache.

## Vertreter, Förderung und Forschung

Signet von Inclusion Europe für Texte in Leichter Sprache

Das Netzwerk Leichte Sprache, dem unter anderem die Bundesvereinigung Lebenshilfe und die Selbsthilfegruppe Mensch zuerst – Netzwerk People First Deutschland angehören, fördert die Verwendung der Leichten Sprache. Für seinen Einsatz mit dem Ziel der Verwendung Leichter Sprache erhielt der Verein Mensch zuerst im Jahre 2009 den Initiativpreis des Vereins Deutsche Sprache.
Der Bundesverband Alphabetisierung und Grundbildung hat besondere Empfehlungen für die Leichte Sprache in Alphabetisierungskursen herausgegeben.
Am Institut für Übersetzungswissenschaft und Fachkommunikation der Universität Hildesheim wurde im Januar 2014 die Forschungsstelle Leichte Sprache gegründet. Sie stellt es sich zur Aufgabe, Leichte Sprache in sprach- und übersetzungswissenschaftlicher Perspektive zu erforschen, und sieht sich als Scharnier zwischen universitärer Forschung und praktischer Anwendung der Leichten Sprache in Behörden und Unternehmen. Sie führt forschungsbegleitete Übersetzungsprojekte durch (Schwerpunkt juristische und administrative Texte) und bietet Workshops sowie die Prüfung von bereits übersetzten Texten an. Gemäß den Prüfergebnissen überarbeitete Texte erhalten das „Prüfsiegel Leichte Sprache“ der Forschungsstelle.
Als Gütesiegel für Texte in Leichter Sprache hat der Verein Inclusion Europe ein „Europäisches Logo für Leichte Sprache“ geschaffen. Allerdings sagt das Siegel nichts über die Qualität der Texte in Leichter Sprache aus.
An der Universität Leipzig wurde ab Oktober 2014 über drei Jahre im Rahmen der LeiSA-Studie unter Beteiligung von Menschen mit Lernschwierigkeiten erforscht, „wie Leichte Sprache im Arbeitsumfeld die Teilhabemöglichkeiten von Menschen mit Lernschwierigkeiten verbessern kann“. Ziel war die Erstellung eines Qualifizierungsprogramms für Arbeitnehmer und Arbeitgeber, das konkrete Hinweise für den Einsatz von Leichter Sprache und einen linguistisch abgesicherten Leitfaden zur Texterstellung und -überprüfung umfasst. Das Projekt gliederte sich in zwei Bereiche: Im sozialwissenschaftlichen Teilprojekt wurde erforscht, ob und in welcher Hinsicht sich berufliche Teilhabechancen durch die Verwendung von Leichter Sprache verbessern. Das linguistische Teilprojekt verfolgte zum einen das Ziel, das Phänomen Leichte Sprache als berechtigte Varietät des Deutschen zu begründen und zu klären, was Verständlichkeit und Zugänglichkeit für jeweilige Leser bedeuten kann. Auf der zweiten Ebene wurde der Frage nachgegangen, welche sprachlichen und typografischen Gestaltungsmittel am besten dafür geeignet sind, Menschen mit Lernschwierigkeiten den Zugang zu unterschiedlichen Texten zu erleichtern. Das Projekt wurde vom Bundesministerium für Arbeit und Soziales gefördert. Die Ergebnisse der sprachwissenschaftlichen Teilstudie sind in Form von Praxisempfehlungen veröffentlicht.
Auf einer EASIT-Tagung zu Barrierefreier Kommunikation, die am 13. Februar 2020 an der Universität Hildesheim stattfand, wurde der 28. Mai als Internationaler Tag der Leichten Sprache vorgeschlagen, der seitdem regelmäßig begangen wird.

## Unterschiede zur Einfachen Sprache
Die Leichte Sprache geht in der Vereinfachung weiter als die Einfache Sprache. So beträgt die maximale Satzlänge bei der Einfachen Sprache meist 15 Wörter, bei der Leichten Sprache sollen Sätze „kurz“ sein. Nach Ansicht der Aktion Mensch sollen Sätze in Leichter Sprache auf 8 Wörter beschränkt sein, das Netzwerk Leichte Sprache selbst und das Deutsche Historische Museum hingegen verfassten auch längere Sätze in Leichter Sprache. Einfache Sprache vermeidet komplizierte Sprachelemente, macht aber einen normalsprachlichen Eindruck. Leichte Sprache hingegen weist Eigenheiten auf, die in der Normalsprache nicht vorkommen, wie Trennstriche in zusammengesetzten Wörtern und zusätzliche Zeilenumbrüche.

## Kritik

### Bürgerschaftswahl in Bremen 2015
Die Wahlbenachrichtigungen für die Bürgerschaftswahl in Bremen 2015 wurden ebenso wie ein Begleitschreiben zu den Musterstimmzetteln auch in Leichter Sprache verfasst. Zur Begründung gab Innensenator Ulrich Mäurer die geringe Wahlbeteiligung an. Rainer Bremer, Soziologe und Erziehungswissenschaftler der Universität Bremen, bewertete den Ansatz des Projektes als „bildungsfeindlich“ und klientelistisch. Die „verfälschenden“ Vereinfachungen führten „in die Irre“, läsen sich „wie Parodien auf behinderte Menschen“ und seien „schlimmer als Realsatire“. Arbeitslosenvertreter kritisierten, es liege nicht an „Bildungsferne“, wenn Hartz-IV-Bezieher sich ausgegrenzt fühlten und nicht mehr zur Wahl gingen.

### Landtagswahl in Schleswig-Holstein 2017
Für die Landtagswahl 2017 in Schleswig-Holstein wurden die Wahlbenachrichtigungen ausschließlich in Leichter Sprache verfasst. Dies führte zu Irritationen, vor allem wegen der vielen Bindestriche, die teilweise den Rechtschreibregeln widersprachen und als „Deppen-Bindestriche“ wahrgenommen wurden („Geburts-Datum“, „Haus-Nummer“, „Post-Leit-Zahl“).

### Übersetzungen mit unterschiedlicher Qualität
Übersetzungen von Standardsprache in Leichte Sprache weisen ein sehr unterschiedliches Niveau auf. In manchen Übersetzungen werden Formulierungen derart vereinfacht, dass sie nicht mehr aussagekräftig sind. Auch bei der Gewichtung der Argumente in einer Übersetzung kann es zu Verfremdung kommen. So wurde beispielsweise in einer Denkwerkstatt festgestellt, dass in Wahlprogrammen Nebensächlichkeiten zu Hauptpunkten gemacht wurden und umgekehrt.

### Kritik einzelner Personen
Die Journalistin Susanne Gaschke hält den Umgang mit Leichter Sprache in einer Beilage der Wochenzeitung Das Parlament für den „Inbegriff von Herablassung“ und „dumm“. Dort heißt es z. B. über die Demonstrationen in Chemnitz 2018: „Bei den Demos haben viele verschiedene Menschen mitgemacht. Manche wollten zeigen, dass sie traurig über den Tod von diesem jungen Mann sind. … Bei den Demos haben bestimmte Menschen mitgemacht. Und zum Teil haben sie die Demos auch geplant. Man nennt diese Menschen Rechts-Extreme. […] Mitglieder von der AfD haben bei einer Demo mitgemacht. […] Darum fragen nun viele Menschen: Hat die AfD die gleichen Meinungen wie die Rechts-Extremen?“ Die Erklärung komplexer Sachverhalte gelinge der Sendung mit der Maus weitaus besser als der Zeitschrift für Parlamentsinteressierte. In Leserzuschriften zum Artikel wird der Autorin vorgeworfen, sie habe nicht ausreichend recherchiert. Sie habe nicht beachtet, dass sich Texte in Leichter Sprache nicht an Personen mit durchschnittlichem Leseverständnis richteten, sondern dass sie Lesern, die Schwierigkeiten beim Verstehen schwieriger Texte hätten, überhaupt erst ein Verstehen ermöglichten (ebenda).
Im Jahr zuvor hatte Alfred Dorfer auf Zeit Online einen Kommentar zum Teletext des Österreichischen Rundfunks (ORF) in Leichter Sprache in ähnlichem Duktus wie Gaschke verfasst. Nachdem er von Kommentatoren auf die Hintergründe hingewiesen worden war, entschuldigte er sich.
Die Philologin Melanie Möller nannte Sprachvereinfachungen durch Leichte Sprache „eine besonders perfide Form von sozialer Diskriminierung, die wohlmeinend daherkommt“.
Der Deutsche Erziehungswissenschaftler und Soziologe Hendrik Trescher hat diverse Ambivalenzen und damit verbundene Kritiken an Leichter Sprache identifiziert.